# Rallye Monte-Carlo 2025
Le Rallye Monte-Carlo 2025, 93e Rallye Automobile Monte-Carlo, est la première manche du championnat du monde des rallyes 2025. Il se déroule sur quatre jours entre le 22 et le 26 janvier 2025. Le rallye se dispute dans les Hautes-Alpes, autour de Gap, et se compose de dix-huit spéciales. La distance cumulée des tronçons chronométrés est de 343,80 km. Le départ et l'arrivée se font à Monaco. Pour cette édition, une limite à 70 concurrents engagés a été fixée.
Thierry Neuville et Martijn Wydaeghe pour Hyundai Shell Mobis WRT sont les vainqueurs en titre. Yohan Rossel et Arnaud Dunand sont les vainqueurs en titre dans la catégorie WRC-2.

## Engagés
Les équipages suivants sont engagés dans le rallye. L’événement est ouvert aux équipages participant au Championnat du monde des Rallyes et à ses catégories de soutien : Championnat du monde des Rallyes-2 et Championnat du monde des Rallyes-3, ainsi qu'aux concurrents privés qui ne sont enregistrés pour marquer des points dans aucun championnat. Dix équipages sont inscrits pour participer au Championnat du monde des Rallyes en catégorie Rally1, ainsi que vingt-quatre équipages de Rally2 et huit Rally3.

### WRC
| N°       | Pilote           | Copilote             | Équipe                   | Voiture                | Éligibilité au championnat      | Pneus |
| -------- | ---------------- | -------------------- | ------------------------ | ---------------------- | ------------------------------- | ----- |
| 1        | Thierry Neuville | Martijn Wydaeghe     | Hyundai Shell Mobis WRT  | Hyundai i20 N Rally1   | Driver, Co-driver, Manufacturer | H     |
| 5        | Sami Pajari (en) | Marko Salminen (en)  | Toyota Gazoo Racing WRT2 | Toyota GR Yaris Rally1 | Driver, Co-driver, Manufacturer | H     |
| 8        | Ott Tänak        | Martin Järveoja      | Hyundai Shell Mobis WRT  | Hyundai i20 N Rally1   | Driver, Co-driver, Manufacturer | H     |
| 13       | Grégoire Munster | Louis Louka          | M-Sport Ford WRT         | Ford Puma Rally1       | Driver, Co-driver, Manufacturer | H     |
| 16       | Adrien Fourmaux  | Alexandre Coria      | Hyundai Shell Mobis WRT  | Hyundai i20 N Rally1   | Driver, Co-driver, Manufacturer | H     |
| 17       | Sébastien Ogier  | Vincent Landais      | Toyota Gazoo Racing WRT  | Toyota GR Yaris Rally1 | Driver, Co-driver, Manufacturer | H     |
| 18       | Takamoto Katsuta | Aaron Johnston (en)  | Toyota Gazoo Racing WRT  | Toyota GR Yaris Rally1 | Driver, Co-driver               | H     |
| 33       | Elfyn Evans      | Scott Martin         | Toyota Gazoo Racing WRT  | Toyota GR Yaris Rally1 | Driver, Co-driver, Manufacturer | H     |
| 55       | Josh McErlean    | Eoin Treacy (en)     | M-Sport Ford WRT         | Ford Puma Rally1       | Driver, Co-driver, Manufacturer | H     |
| 69       | Kalle Rovanperä  | Jonne Halttunen (en) | Toyota Gazoo Racing WRT  | Toyota GR Yaris Rally1 | Driver, Co-driver, Manufacturer | H     |
| Source : |                  |                      |                          |                        |                                 |       |

### WRC-2
| N° | Pilote              | Copilote                 | Équipe/Engagé       | Voiture                     | Éligibilité au championnat                              | Pneus |
| -- | ------------------- | ------------------------ | ------------------- | --------------------------- | ------------------------------------------------------- | ----- |
| 22 | Yohan Rossel        | Arnaud Dunand            | PH Sport (en)       | Citroën C3 Rally2 (en)      | Driver, Co-driver                                       | H     |
| 24 | Roberto Daprà       | Luca Guglielmetti        | Roberto Daprà       | Škoda Fabia RS Rally2       | Challenger Driver, Challenger Co-driver                 | H     |
| 25 | Charles Munster     | Loris Pascaud            | Charles Munster     | Hyundai i20 N Rally2 (en)   | Challenger Driver, Challenger Co-driver                 | H     |
| 27 | Olivier Burri       | Anderson Levratti        | Olivier Burri       | Škoda Fabia Rally2 evo (en) | Challenger Driver, Challenger Co-driver                 | H     |
| 28 | Maxime Potty (en)   | Renaud Herman            | Maxime Potty        | Škoda Fabia RS Rally2       | Challenger Driver, Challenger Co-driver                 | H     |
| 29 | Eamonn Boland       | Michael Joseph Morrissey | Eamonn Boland       | Ford Fiesta Rally2 (en)     | Challenger/Masters Driver, Challenger/Masters Co-driver | H     |
| 31 | Eric Camilli        | Thibault de la Haye      | Eric Camilli        | Hyundai i20 N Rally2        | Driver, Co-driver                                       | H     |
| 32 | Matthieu Margaillan | Mathilde Margaillan      | Matthieu Margaillan | Škoda Fabia RS Rally2       | Challenger Driver, Challenger Co-driver                 | -     |
| 34 | Léo Rossel          | Guillaume Mercoiret      | PH Sport            | Citroën C3 Rally2           | Challenger Driver, Challenger Co-driver, Team           | H     |

### Autres engagés notoires
| N° | Pilote              | Copilote               | Équipe/Engagé   | Voiture                     | Pneus |
| -- | ------------------- | ---------------------- | --------------- | --------------------------- | ----- |
| 20 | Oliver Solberg (en) | Elliott Edmondson (en) | Printsport      | Toyota GR Yaris Rally2 (en) | H     |
| 21 | Nikolay Gryazin     | Konstantin Aleksandrov | Nikolay Gryazin | Škoda Fabia RS Rally2       | H     |
| 22 | Gus Greensmith      | Jonas Andersson (en)   | Gus Greensmith  | Škoda Fabia RS Rally2       | H     |

## Calendrier et déroulement des spéciales
| Date       | N°   | Départ        | Épreuve Spéciale                              | Distance                                     | Vainqueur E.S.                               | Temps                                        | Leader au général |
| ---------- | ---- | ------------- | --------------------------------------------- | -------------------------------------------- | -------------------------------------------- | -------------------------------------------- | ----------------- |
| 22 Janvier | NC   | À 16:01       | Route de la Garde (Shakedown)                 | 3.28 km                                      | Ott Tänak                                    | 2:09.8                                       | --                |
| 23 Janvier |      | After 14:30   | Cérémonie d'ouverture, Casino de Monte-Carlo  | Cérémonie d'ouverture, Casino de Monte-Carlo | Cérémonie d'ouverture, Casino de Monte-Carlo | Cérémonie d'ouverture, Casino de Monte-Carlo | --                |
| 23 Janvier |      | 17:15 – 17:30 | Zone de changement de pneus, Digne-les-Bains  | Zone de changement de pneus, Digne-les-Bains | Zone de changement de pneus, Digne-les-Bains | Zone de changement de pneus, Digne-les-Bains | --                |
| 23 Janvier | ES1  | After 18:05   | Digne-les-Bains / Chaudon-Norante 1           | 19.01 km                                     | Sébastien Ogier                              | 11:30.4                                      | Sébastien Ogier   |
| 23 Janvier | SS2  | After 19:53   | Faucon-du-Caire / Bréziers                    | 21.18 km                                     | Sébastien Ogier                              | 11:11.4                                      | Sébastien Ogier   |
| 23 Janvier | SS3  | After 21:06   | Avançon / Notre-Dame-du-Laus 1                | 13.97 km                                     | Elfyn Evans                                  | 10:06.3                                      | Thierry Neuville  |
| 23 Janvier |      | 22:06 – 22:54 | Flexi service A, Gap                          | Flexi service A, Gap                         | Flexi service A, Gap                         | Flexi service A, Gap                         | Thierry Neuville  |
| 24 Janvier |      | 8:00 – 8:18   | Service B, Gap                                | Service B, Gap                               | Service B, Gap                               | Service B, Gap                               | Thierry Neuville  |
| 24 Janvier | SS4  | After 9:31    | Saint-Maurice / Aubessagne 1                  | 18.68 km                                     | Kalle Rovanperä                              | 11:38.3                                      | Elfyn Evans       |
| 24 Janvier | SS5  | After 10:34   | Saint-Léger-les-Mélèzes / La Bâtie-Neuve 1    | 16.68 km                                     | Spéciale annulée                             | Spéciale annulée                             | Elfyn Evans       |
| 24 Janvier | SS6  | After 11:42   | La Bréole / Selonnet 1                        | 18.31 km                                     | Adrien Fourmaux                              | 11:00.8                                      | Elfyn Evans       |
| 24 Janvier |      | 13:27 – 14:10 | Service C, Gap                                | Service C, Gap                               | Service C, Gap                               | Service C, Gap                               | Elfyn Evans       |
| 24 Janvier | SS7  | After 15:23   | Saint-Maurice / Aubessagne 2                  | 18.68 km                                     | Elfyn Evans                                  | 10:35.6                                      | Elfyn Evans       |
| 24 Janvier | SS8  | After 16:26   | Saint-Léger-les-Mélèzes / La Bâtie-Neuve 2    | 16.68 km                                     | Sébastien Ogier                              | 9:31.7                                       | Sébastien Ogier   |
| 24 Janvier | SS9  | After 17:34   | La Bréole / Selonnet 2                        | 18.31 km                                     | Sébastien Ogier                              | 10:35.6                                      | Sébastien Ogier   |
| 24 Janvier |      | 18:59 – 19:47 | Flexi service D, Gap                          | Flexi service D, Gap                         | Flexi service D, Gap                         | Flexi service D, Gap                         | Sébastien Ogier   |
| 25 Janvier |      | 6:58 – 7:16   | Service E, Gap                                | Service E, Gap                               | Service E, Gap                               | Service E, Gap                               | Sébastien Ogier   |
| 25 Janvier | SS10 | After 8:59    | La Motte-Chalancon / Saint-Nazaire 1          | 27.00 km                                     | Grégoire Munster                             | 16:28.6                                      | Sébastien Ogier   |
| 25 Janvier | SS11 | After 10:05   | Aucelon / Recoubeau-Jansac 1                  | 20.85 km                                     | Ott Tänak                                    | 10:36.9                                      | Sébastien Ogier   |
| 25 Janvier | SS12 | After 11:08   | La Bâtie-des-Fonts / Aspremont 1              | 17.85 km                                     | Takamoto Katsuta                             | 10:37.6                                      | Sébastien Ogier   |
| 25 Janvier |      | 12:33 – 13:16 | Service F, Gap                                | Service F, Gap                               | Service F, Gap                               | Service F, Gap                               | Sébastien Ogier   |
| 25 Janvier | SS13 | After 14:59   | La Motte-Chalancon / Saint-Nazaire 2          | 27.00 km                                     | Ott Tänak                                    | 16:07.9                                      | Sébastien Ogier   |
| 25 Janvier | SS14 | After 16:05   | Aucelon / Recoubeau-Jansac 2                  | 20.85 km                                     | Ott Tänak                                    | 10:39.6                                      | Sébastien Ogier   |
| 25 Janvier | SS15 | After 17:08   | La Bâtie-des-Fonts / Aspremont 2              | 17.85 km                                     | Ott Tänak                                    | 10:41.5                                      | Sébastien Ogier   |
| 25 Janvier |      | 18:33 – 19:21 | Flexi service G, Gap                          | Flexi service G, Gap                         | Flexi service G, Gap                         | Flexi service G, Gap                         | Sébastien Ogier   |
| 26 Janvier |      | 6:03 – 6:21   | Service H, Gap                                | Service H, Gap                               | Service H, Gap                               | Service H, Gap                               | Sébastien Ogier   |
| 26 Janvier | SS16 | After 6:39    | Avançon / Notre-Dame-du-Laus 2                | 13.97 km                                     | Sébastien Ogier                              | 10:50.0                                      | Sébastien Ogier   |
| 26 Janvier | SS17 | After 8:32    | Digne-les-Bains / Chaudon-Norante 2           | 19.01 km                                     | Adrien Fourmaux                              | 12:05.5                                      | Sébastien Ogier   |
| 26 Janvier | SS18 | After 12:15   | La Bollène-Vésubie / Peïra-Cava (Power Stage) | 17.92 km                                     | Sébastien Ogier                              | 12:58.6                                      | Sébastien Ogier   |
| 26 Janvier |      | After 16:15   | Podium, Casino de Monte-Carlo                 | Podium, Casino de Monte-Carlo                | Podium, Casino de Monte-Carlo                | Podium, Casino de Monte-Carlo                | Sébastien Ogier   |
| Source:    |      |               |                                               |                                              |                                              |                                              |                   |

## Classement final

### WRC
| Championnat du Monde des Rallyes WRC Rally1 | Championnat du Monde des Rallyes WRC Rally1 | Championnat du Monde des Rallyes WRC Rally1 | Championnat du Monde des Rallyes WRC Rally1 | Championnat du Monde des Rallyes WRC Rally1 | Championnat du Monde des Rallyes WRC Rally1 | Championnat du Monde des Rallyes WRC Rally1 | Championnat du Monde des Rallyes WRC Rally1 | Championnat du Monde des Rallyes WRC Rally1 | Championnat du Monde des Rallyes WRC Rally1 | Championnat du Monde des Rallyes WRC Rally1 | Championnat du Monde des Rallyes WRC Rally1 | Championnat du Monde des Rallyes WRC Rally1 |
| Position                                    | Position                                    | N°                                          | Pilote                                      | Copilote                                    | Équipe                                      | Voiture                                     | Temps                                       | Écart                                       | Points                                      | Points                                      | Points                                      | Points                                      |
| Rallye                                      | Catégorie                                   | N°                                          | Pilote                                      | Copilote                                    | Équipe                                      | Voiture                                     | Temps                                       | Écart                                       | Rallye                                      | DIM                                         | PS                                          | Total                                       |
| ------------------------------------------- | ------------------------------------------- | ------------------------------------------- | ------------------------------------------- | ------------------------------------------- | ------------------------------------------- | ------------------------------------------- | ------------------------------------------- | ------------------------------------------- | ------------------------------------------- | ------------------------------------------- | ------------------------------------------- | ------------------------------------------- |
| 1                                           | 1                                           | 17                                          | Sébastien Ogier                             | Vincent Landais                             | Toyota Gazoo Racing WRT                     | Toyota GR Yaris Rally1                      | 3:19:06.2                                   | 0.0                                         | 25                                          | 3                                           | 5                                           | 33                                          |
| 2                                           | 2                                           | 33                                          | Elfyn Evans                                 | Scott Martin                                | Toyota Gazoo Racing WRT                     | Toyota GR Yaris Rally1                      | 3:19:24.6                                   | +18.4                                       | 17                                          | 5                                           | 4                                           | 26                                          |
| 3                                           | 3                                           | 16                                          | Adrien Fourmaux                             | Alexandre Coria                             | Hyundai Shell Mobis WRT                     | Hyundai i20 N Rally1                        | 3:19:32.1                                   | +25.9                                       | 15                                          | 2                                           | 3                                           | 20                                          |
| 4                                           | 4                                           | 69                                          | Kalle Rovanperä                             | Jonne Halttunen (en)                        | Toyota Gazoo Racing WRT                     | Toyota GR Yaris Rally1                      | 3:20:00.5                                   | +54.3                                       | 12                                          | 4                                           | 2                                           | 18                                          |
| 5                                           | 5                                           | 8                                           | Ott Tänak                                   | Martin Järveoja                             | Hyundai Shell Mobis WRT                     | Hyundai i20 N Rally1                        | 3:20:05.1                                   | +59.0                                       | 10                                          | 0                                           | 1                                           | 11                                          |
| 6                                           | 6                                           | 1                                           | Thierry Neuville                            | Martijn Wydaeghe                            | Hyundai Shell Mobis WRT                     | Hyundai i20 N Rally1                        | 3:24:50.3                                   | +5:44.2                                     | 8                                           | 1                                           | 0                                           | 9                                           |
| 7                                           | 7                                           | 55                                          | Josh McErlean                               | Eoin Treacy (en)                            | M-Sport Ford WRT                            | Ford Puma Rally1                            | 3:29:21.2                                   | +10:15.1                                    | 6                                           | 0                                           | 0                                           | 6                                           |
| Abandon ES17                                | Abandon ES17                                | 13                                          | Grégoire Munster                            | Louis Louka                                 | M-Sport Ford WRT                            | Ford Puma Rally1                            | Accident                                    | Accident                                    | 0                                           | 0                                           | 0                                           | 0                                           |
| Abandon ES16                                | Abandon ES16                                | 5                                           | Sami Pajari (en)                            | Marko Salminen (en)                         | Toyota Gazoo Racing WRT2                    | Toyota GR Yaris Rally1                      | Accident                                    | Accident                                    | 0                                           | 0                                           | 0                                           | 0                                           |
| Abandon ES16                                | Abandon ES16                                | 18                                          | Takamoto Katsuta                            | Aaron Johnston (en)                         | Toyota Gazoo Racing WRT                     | Toyota GR Yaris Rally1                      | Sortie de route                             | Sortie de route                             | 0                                           | 0                                           | 0                                           | 0                                           |
| Sources:,                                   |                                             |                                             |                                             |                                             |                                             |                                             |                                             |                                             |                                             |                                             |                                             |                                             |

### WRC-2
| 8  | 1  | 22 | Yohan Rossel    | Arnaud Dunand       | PH Sport                        | Citroën C3 Rally2      | 3:29:32.9 | 0.0      | 25 | 4 |
| 9  | 2  | 31 | Eric Camilli    | Thibault de la Haye | Eric Camilli                    | Hyundai i20 N Rally2   | 3:32:20.7 | +2:47.8  | 17 | 2 |
| 10 | 3  | 34 | Léo Rossel      | Guillaume Mercoiret | PH Sport                        | Citroën C3 Rally2      | 3:32:26.8 | +2:53.9  | 15 | 1 |
| 13 | 4  | 37 | Jan Černý       | Ondřej Krajča       | Jan Černý                       | Citroën C3 Rally2      | 3:36:06.9 | +6:34.0  | 12 | 0 |
| 14 | 5  | 24 | Roberto Daprà   | Luca Guglielmetti   | Roberto Daprà                   | Škoda Fabia RS Rally2  | 3:36:33.8 | +7:00.9  | 10 | 0 |
| 16 | 6  | 39 | Pablo Sarrazin  | Geoffrey Combe      | Sarrazin Motorsport – Iron Lynx | Citroën C3 Rally2      | 3:42:53.8 | +13:20.9 | 8  | 0 |
| 18 | 7  | 25 | Charles Munster | Loris Pascaud       | Charles Munster                 | Hyundai i20 N Rally2   | 3:43:49.5 | +14:16.6 | 6  | 0 |
| 19 | 8  | 28 | Maxime Potty    | Renaud Herman       | Maxime Potty                    | Škoda Fabia RS Rally2  | 3:44:33.3 | +15:00.4 | 4  | 0 |
| 20 | 9  | 42 | Sarah Rumeau    | Julie Amblard       | Sarrazin Motorsport – Iron Lynx | Citroën C3 Rally2      | 3:44:41.1 | +15:08.2 | 2  | 0 |
| 23 | 10 | 38 | Filip Kohn      | Ross Whittock       | Filip Kohn                      | Škoda Fabia RS Rally2  | 3:48:20.2 | +18:47.3 | 1  | 0 |
| 24 | 11 | 27 | Olivier Burri   | Anderson Levratti   | Olivier Burri                   | Škoda Fabia Rally2 evo | 3:48:36.6 | +19:03.7 | 0  | 0 |